# Tsijisjvari
Tsijisjvari (en georgiano: ციხისჯვარი, lit. 'cruz del castillo'; en griego: Τσιχιστζβάρι) es un pueblo del suroeste de Georgia, situado en el norte de la región de Mesjetia-Yavajetia y parte del municipio de Boryomi.   

## Geografía
Tsijisjvari se sitúa a orillas del río Boryomula en las estribaciones de la cordillera de Trialeti, a 41 km de Boryomi.  

## Historia
Tsijisjvari fue uno de los asentamientos importantes en Georgia en la alta Edad Media. Los otomanos capturaron la aldea en 1578, mientras se encontraba dentro de las fronteras del estado georgiano del principado de Mesjetia. Tsijisjvari, registrado por la administración otomana como Zihiscvar (en turco otomano: زخسجوار‎), era una aldea, según el libro detallado otomano de 1595, donde vivían 10 hogares que pagaban el impuesto ispenche (recaudado por la administración otomana a los aldeanos cristianos), se cultivaba trigo, cebada y apicultura, y se criaban ovejas y cerdos.
Hasta 1832, Tsijisjvari estuvo habitada por georgianos y osetios. El gobierno ruso siguió una política de rusificación de Georgia y para ello desalojó a todos los residentes de Tsijisjvari: los georgianos fueron mandados a Imericia y los osetios, a Tsjinvali. Alrededor de 5.000 personas fueron reasentadas por la fuerza desde la gobernación de Poltava, en Ucrania. Los nuevos colonos construyeron sus casas al estilo ucraniano y vivían en condiciones difíciles (no había pan, no había abastecimiento). Así vivieron hasta 1855, ese año fue muy lluvioso en el que muchos colonos murieron por las inundaciones y los demás volvieron a su lugar de origen. Según la paz de París del 18 de marzo de 1856, las grandes potencias asumieron la protección de los cristianos turcos y les dieron la oportunidad de trasladarse a Rusia y otros países cristianos. Así es como los griegos pónticos llegaron a Tsijisjvari.

## Demografía
La evolución demográfica de Tsijisjvari entre 2002 y 2014 fue la siguiente:
| 644                                             | 406 |
| (Fuente: Population of Georgia in Soviet times) |     |

Según el censo de 2014, los griegos constituían el 59% de la población local; los georgianos, el 36,5%; los armenios, el 5,2% y los rusos, el 4,4%.

## Economía
Tsijisjvari es un centro turístico de importancia local. 

## Infraestructura

### Arquitectura, monumentos y lugares de interés
Aquí se encuentra la fortaleza de Tsijisjvari, con origen en el siglo XI.